# Равенство полов

Символ гендерного равенства.

Ра́венство поло́в, также ге́ндерное ра́венство, ге́ндерное равнопра́вие и ге́ндерная эгалита́рность — концепция, подразумевающая собой достижение равенства людей в правах независимо от их гендера (мужской, женский или небинарный) в семейных и других правовых отношениях.
По мнению некоторых исследователей, равенство полов является следующей ступенью социо-половых отношений после патриархальной системы. Равенство полов, как принцип, состоит в том, чтобы изучить и устранить все социальные барьеры (социальное равенство), мешающие человеку проявиться как личности, а также дискриминацию мужчин и женщин, и создать равные социальные возможности для реализации личности мужчин и женщин во всех сферах жизнедеятельности в зависимости от предпочтений автономной личности.

## Равенство полов в СССР и России
В России первыми за равноправие полов стали бороться анархисты. В программе Славянской секции Интернационала и «Революционном катехизисе» известный анархист М. А. Бакунин требовал полного политического и социального уравнения женщины с мужчиной, а также замены современной ему семьи, узаконенной религиозно-юридическим браком, браком свободным.
Также Бакунин требовал уничтожения семейного права и права наследства. Он выступал за социальные гарантии матери и ребёнку на период от зачатия до совершеннолетия. Лейтмотивом женского движения М. А. Бакунин считал борьбу за высшее образование. С этой целью в России в XIX веке организовывались женские кружки, создавались общества переводчиц, издательниц, переплетчиц и типографщиц. Женщины добивались открытия высших женских курсов.
Также русские анархисты боролись за освобождение женщин от работ по дому. Князь Пётр Алексеевич Кропоткин так писал о женщине:

Она больше не хочет быть вьючным животным своего дома; довольно с неё и того, что она столько лет своей жизни отдаёт на воспитание детей. Она не хочет больше быть в доме кухаркой, судомойкой, горничной!. Освободить женщин предполагалось механизацией домашнего хозяйства, открытием учреждений службы быта и общественного питания, столовых для каждой группы домов. «Освободить женщину, — писал П. А. Кропоткин, — не значит открыть для неё двери университета, суда или парламента; потому что освобождённая женщина всегда сваливает домашний труд на какую-нибудь другую женщину. Освободить женщину — значит избавить её от отупляющего труда кухни и прачечной; это значит — устроиться так, чтобы дать ей возможность, кормя и выращивая своих детей, вместе с тем, иметь достаточно много свободного времени, чтобы принимать участие в общественной жизни».

Советская Россия, и позднее СССР первые государства в мире, законодательно и официально провозгласившие равенство прав мужчин и женщин в 1917 году. Октябрьская революция дала женщинам равные с мужчинами юридические права, поскольку равенство провозглашалось всеобщей пролетарской идеей.
Условия для подлинного решения данного вопроса были впервые в истории созданы в Советской России. В первые же месяцы существования Советской власти были отменены все законы, закреплявшие неравноправие женщин. Постановление об образовании рабочего и крестьянского правительства, принятое 2-м Всероссийским съездом Советов (25—27 октября [7—9 ноября]) 1917 года, предусматривало участие организаций работниц, наряду с другими массовыми организациями, в управлении государством.
Политическое равноправие женщин было закреплено в первой советской конституции (1918 год). Рядом актов 1917—1918 годов Советская власть полностью уравняла женщину с мужчиной в трудовом праве, правах гражданских, семейно-брачных, в области образования, приняла меры по охране женского труда, материнства и младенчества, закрепила принцип равной оплаты за равный труд. В результате создания социалистических производственных отношений, индустриализации страны и коллективизации сельского хозяйства, культурной революции было в основном осуществлено фактическое равноправие женщины с мужчиной в советском обществе (особенно большие трудности пришлось преодолеть в борьбе за раскрепощение женщин Советского Востока, где на его пути стояли вековые традиции рабского положения женщины).
Права женщин зафиксированы в статье 122 Конституции СССР 1936 года:

«Женщине в СССР предоставляются равные права с мужчиной во всех областях хозяйственной, государственной, культурной и общественно-политической жизни».

В Конституции СССР 1977 года равноправие мужчин и женщин зафиксировано в статье 35:

Женщина и мужчина имеют в СССР равные права. Осуществление этих прав обеспечивается предоставлением женщинам равных с мужчинами возможностей в получении образования и профессиональной подготовки, в труде, в вознаграждении за него и продвижении по работе, в общественно-политической и культурной деятельности, а также специальными мерами по охране труда и здоровья женщин; созданием условий, позволяющих женщинам сочетать труд с материнством; правовой защитой, материальной и моральной поддержкой материнства и детства, включая предоставление оплачиваемых отпусков и других льгот беременным женщинам и матерям, постепенное сокращение рабочего времени женщин, имеющих малолетних детей.

Возрастающая многообразная государственная помощь женщине-матери обеспечивала женщине возможность пользоваться этими правами. Сеть учреждений, созданных для охраны матери и ребёнка, росла из года в год. В 1971 году в постоянных детских садах и яслях находилось 9,5 млн детей (в 1914 году — 4,5 тыс.). В 1956 отпуск по беременности и родам был увеличен с 77 до 112 дней. Пенсии по старости предоставлялись женщине на 5 лет раньше мужчин и при меньшем (на 5 лет) стаже работы (многодетные матери пользовались дополнительными льготами по пенсионному обеспечению).
В СССР глубоко укоренилось уважение к женщине как к равноправному и деятельному гражданину социалистического государства. Женщины (53,9 % населения СССР в начале 1971 года) составляли в 1970 году 51 % численности рабочих и служащих, занятых в народном хозяйстве страны (24 % в 1928), 48 % работников, занятых в промышленности. Среди специалистов с высшим и средним специальным образованием в 1968 году было 58 % женщин (с высшим образованием 52 %, со средним специальным образованием — 63 %), причём число их возросло по сравнению с 1928 годом в 58 раз. 31 % инженеров, 38 % техников, 72 % врачей (до революции 10 %), 69 % педагогов и культурно-просветительских работников, 39 % научных работников — женщины (1968 год). Среди избранных 14 июня 1970 года депутатов Верховного Совета СССР 8-го созыва 463 женщины (30,5 %; среди депутатов Верховного Совета 1-го созыва, избранного в 1937 году, их было 16,5 %). Женщины составляют 45,8 % депутатов местных Советов депутатов трудящихся (выборы 1971 года). Научно-технический прогресс содействует освобождению женщин от домашнего труда и их дальнейшему вовлечению в производственную и общественную деятельность.

## Женское избирательное право
С конца XIX в. в мире активно начинается процесс предоставления права голосования женщинам наравне с мужчинами;
- 1893 год — Новая Зеландия, а затем Австралия первыми признали за женщинами статус граждан, наделяя их правом избирать (но не избираться);
- 1906—1907 годы — Финляндия (в рамках Российской империи) и Норвегия;
- 1915 год — Дания;
- 1917 год — Россия;
- 1918 год — Германия, Швеция, Великобритания;
- 1920 год — США;
- 1944 год — Франция;
- 1945 год — Италия;
- 1971 год — Швейцария (1990 в кантоне Аппенцелль-Иннерроден);
- 1984 год — Лихтенштейн.

## Гендерное равенство по странам
Уровень гендерного равенства зависит от страны. В некоторых странах действуют специальные структуры, которые защищают права женщин (например, на равную оплату с мужчинами за равный труд).

### Испания
В Испании по состоянию на 2020 год из 23 членов правительства было 11 женщин-министров. В Мадриде по состоянию на 2020 год действовали 36 агентов по равенству полов Правительства Мадрида. Один из этих агентов — Кармен Гарсия заявила, что им удалось за 2 года добиться переименования 65 улиц в честь выдающихся женщин и увеличения продолжительности горения пешеходных светофоров на несколько секунд (для женщин с детскими колясками). С агентами власти Мадрида (по состоянию на 2020 год) согласовывали все проекты нормативных актов. По словам Кармен Гарсия, городские агенты, например, могли требовать больше фонарей или камер видеонаблюдения в планируемом парке, чтобы женщины там могли не опасаться нападений.
Также в Испании действовали общественные организации по гендерному равенству. Например, с начала 2000-х годов в Испании действует Ассоциация мужчин за гендерное равенство.
Тем не менее, в Испании сохраняется и насилие в отношении женщин, и гендерное неравенство в оплате труда. В 2016 году в Испании средний зарплатный разрыв между мужчинами и женщинами составлял 22,35 %. В 2019 году в Испании были убиты в результате гендерного насилия 55 женщин. В Испании по состоянию на 2020 год действует специальный номер 016, на который бесплатно могут позвонить жертвы гендерного насилия (этот номер не отражается в телефонном счете звонящего). 8 марта 2019 года в Испании прошли демонстрации за права женщин. Женщины, которым угрожает преследование, могут воспользоваться временным «засекреченным» жильём. С 2007 года в Мадриде создают центры для женщин «Пространства равенства» (в 2020 году их было 13).

## Международные организации по гендерному равенству
В Норвегии имеется Институт равенства полов Северных стран (основан в 1970 году при поддержке Совета министров Северных стран), финансирующий проекты равных возможностей.

## Критика концепции
Критики данной концепции, приводя основные постулаты, утверждают, что понятие равенства есть предоставление каждому равных возможностей. Критики концепции равенства полов считают его фактически невозможным, поскольку «мужчина и женщина устроены отлично друг от друга, причём не только физиологически, но и ментально», и поэтому «ни о каком „равноправии“ и речи идти не может, поскольку мужчина не может быть счастлив, если общество принудит его делать то, что любят женщины: ходить по магазинам, покупать нарядную одежду, украшать лицо косметикой, заботиться о детях, наводить уют в доме. Женщина, в свою очередь не будет счастлива, если общество принудит её выполнять сугубо мужскую работу: валить лес, ремонтировать машины, управлять бульдозером».
Однако сторонники теории равенства полов утверждают, что данное мнение обусловлено патриархальным воспитанием в течение многих поколений и большим влиянием на человеческое восприятие антинаучных теорий, стереотипов и общественного мнения.
Согласно мнению некоторых социологов, в современном обществе все же преобладает мнение, что психика, поведенческие мотивы и образ мышления зависят от половой принадлежности.
Критики концепции равенства, признавая в общем плане суть концепции, дают однако другое её определение: Равенство полов есть возможность развития женщины как женщины, а мужчины как мужчины.
Также критики, отвечая на требования сторонников феминизма предоставить женщинам равные с мужчинами права, возражают, что человеку инициативному и уверенному в себе не свойственно сидеть сложа руки и твердить, что его ущемили в правах. Хотя такой человек и будет осознавать, что политическое, профессиональное и экономическое разделение всегда было, есть и будет, поскольку такова суть человеческой цивилизации, он вряд ли будет зацикливаться на этом неравенстве, а будет добиваться поставленных перед собой целей.
В трактате «Демократия в Америке» французский гуманист и мыслитель XIX века Алексис де Токвиль утверждал:

Есть люди, которые стремятся не только к равенству, но и тождеству мужчины и женщины. Наделяя обоих одними и теми же правами, они возлагают на них одни и те же обязанности. Они хотят, чтобы мужчины и женщины вместе одинаково и трудились, и развлекались. Ясно, что из подобной «уравниловки» ничего хорошего не выйдет, а приведёт всё это к обоюдной деградации, к «слабым мужчинам и неприличным женщинам».

## ООН и гендерное равенство
В 2015 году в Пакистане был обнародован доклад о положении женщин в сегодняшнем мире, подготовленный структурой ООН по вопросам гендерного равенства и расширения прав и возможностей женщин, более известной под названием «ООН-женщины».
Одним из центральных вопросов доклада стал вопрос трудоустройства женщин. По мнению авторов доклада, при том, что число женщин с высшим образованием достигло исторического максимума, положение с их трудоустройством выглядит плачевно. Заканчивая с отличием ВУЗы, молодые девушки не могут найти работу, хотя они всё чаще опережают молодых людей, особенно в таких дисциплинах, как медицина и математика. Даже те, кому удалось устроиться на работу, не всегда могут чувствовать себя уверенно из-за социальной незащищенности. Особенно остро этот вопрос стоит в развивающихся странах, где женщины занимают 75 процентов должностей, не защищенных юридическими обязательствами со стороны работодателя.
В докладе отмечается, что и в развитых странах ситуация гендерного равенства также далека от идеальной. Так, например, в Швеции и во Франции женщины зарабатывают на 31 процент меньше, чем мужчины, в Германии — на 49 процентов меньше, а в Турции разница в зарплате составляет целых 75 процентов. По мнению авторов доклада, основными мерами по борьбе с гендерным неравенством должны стать обеспечение женщин во всем мире правами на хорошую работу.

## Финансовый аспект
По данным ООН, разрыв в заработной плате мужчин и женщин составляет в среднем 37,8 % (этот показатель сильно варьируется по странам — от 18,1 % в Великобритании до 59,6 % в Анголе.